# Elleanthus wercklei
Elleanthus wercklei är en orkidéart som beskrevs av Rudolf Schlechter. Elleanthus wercklei ingår i släktet Elleanthus och familjen orkidéer. Inga underarter finns listade i Catalogue of Life.